# Plega banksi
Plega banksi is een insect uit de familie van de Mantispidae, die tot de orde netvleugeligen (Neuroptera) behoort. 
Plega banksi is voor het eerst wetenschappelijk beschreven door Rehn in 1939.